# Тобермор Юнайтед
«Тобермор Юнайтед» (англ. Tobermore United FC) — североирландский футбольный клуб из города Тобермор, основанный в 1965 году. Клубные цвета — красный и чёрный.

## Известные игроки
- Джордж Бест

## Достижения
- Второй дивизион
  - Победитель: 2004/05
- Межрегиональная лига
  - Победитель (3): 1978/79, 1981/82, 1982/83
- Кубок межрегиональной лиги
  - Победитель (2): 1978/79, 1981/82